# Alnashetri
Alnashetri é um gênero de dinossauro da superfamília Alvarezsauroidea. Ah uma única espécie descrita para o gênero Alnashetri cerropoliciensis. Seus restos fósseis foram encontrados na província de Río Negro, na Argentina, e datam do Cretáceo Superior (Cenomaniano).